# USS Indianapolis (1932)
De USS Indianapolis (CA-35) was een zware Amerikaanse kruiser van de Portlandklasse en vernoemd naar de stad Indianapolis. De USS Indianapolis was het laatste schip dat ten onder ging in de Tweede Wereldoorlog als gevolg van een vijandelijke aanval.

## Geschiedenis
De Indianapolis werd op 17 november 1931 te water gelaten door de New York Shipbuilding en gedoopt door Miss Lucy Taggart, dochter van de toenmalige burgemeester van Indianapolis, Thomas Taggart. Het schip werd in dienst genomen op 15 november 1932 door kapitein John M. Smeallie.

### Tweede Wereldoorlog
Tijdens de aanval op Pearl Harbor was de USS Indianapolis op oefening in de buurt van het Johnston atol. Het participeerde in de niet succesvolle zoektocht naar de Japanse vliegdekschepen die de aanval op de marinebasis mogelijk hadden gemaakt.
In de eerste helft van 1942 nam het deel aan de acties in het zuiden van de Stille Oceaan. Het escorteerde het Amerikaanse vliegdekschip USS Lexington voor de aanval op Salamaua en Lae in maart 1942. Vanaf medio 1942 was het schip bijna een jaar lang betrokken bij de acties om de Aleoeten te bevrijden. Het schip ging daarna het dok in voor groot onderhoud en vertrok vervolgens naar Hawaï als vlaggenschip voor admiraal Raymond Spruance. Het bleef tot begin 1945 actief in het zuidwestelijke deel van de Stille Oceaan. Tijdens de slag om Okinawa werd ze getroffen door een kamikazeactie die grote schade aanrichtte. Bij deze aanval kwamen negen bemanningsleden om het leven. Ondanks de schade wist ze op eigen kracht de scheepswerf in San Francisco te bereiken. Na de reparaties vervoerde ze de eerste componenten van de atoombom Little Boy naar het eiland Tinian.

### Torpedo-aanval
Op de terugreis werd het schip op 30 juli 1945 tussen Leyte en Guam getorpedeerd door de Japanse onderzeeboot I-58 onder commando van luitenant-ter-zee 1e klas Hashimoto.
De Amerikaanse marine was in de laatste dagen van de oorlog gemakzuchtig geworden vanwege het uitblijven van acties door Japanse onderzeeboten en er werden nog maar beperkte veiligheidsmaatregelen genomen. Na het afleveren van de materialen ging de USS Indianapolis dan ook zonder escorte terug naar Leyte. Ze werd echter onderschept door de I-58, die zes torpedo's lanceerde. Twee troffen doel en binnen twaalf minuten helde het schip over en zonk naar de bodem, waarbij 300 bemanningsleden omkwamen. Het overgrote deel kwam in zee terecht, waarbij velen bezweken door uitdroging en aanvallen van haaien, voordat ze gered werden. De reddingsactie kwam pas na vier dagen op gang, omdat de vermissing niet eerder werd opgemerkt. In totaal kwamen 879 van de 1196 bemanningsleden om het leven. Dit was het grootste verlies ooit voor de United States Navy op zee.

### Nasleep
Kapitein-ter-zee Charles Butler McVay werd voor de krijgsraad gedaagd, omdat hij de veiligheidsmaatregelen verzaakt had door onder meer geen zigzagkoers te varen in vijandelijke wateren. De commandant van de I-58 verklaarde evenwel dat dit niets zou hebben uitgemaakt, omdat zijn torpedo's altijd doel troffen. McVay werd desondanks schuldig bevonden en in rang teruggezet. Later werd hij gerehabiliteerd door admiraal Chester W. Nimitz en kon hij zijn marineloopbaan voortzetten. Toen hij met pensioen ging, had hij de rang van Rear Admiral (schout-bij-nacht) bereikt. Ondanks zijn rehabilitatie kreeg McVay voortdurend bedreigingen via telefoon en post en nadat zijn vrouw overleed aan kanker, pleegde McVay in 1968 zelfmoord. In oktober 2000 keurde het Congres een resolutie goed die vermeldde dat kapitein McVay niet verantwoordelijk was voor het verlies van de Indianapolis. President Bush tekende de resolutie in juli 2001.
Op 19 augustus 2017 is de USS Indianapolis teruggevonden, 72 jaar nadat zij, kort na de geheime missie, was gezonken. Het wrak ligt op de bodem van de Filipijnenzee, op 5,5 kilometer diepte. Paul Allen, medeoprichter van Microsoft, leidde het 13-koppige team dat op zoek was naar dit schip uit de Tweede Wereldoorlog.

## Onderscheidingen
Voor de verdiensten in de Stille Oceaan gedurende de Tweede Wereldoorlog ontving de Indianapolis tien Battle Stars.